# Даль, Андерс
Андерс (Андреас) Даль (швед. Anders (Andreas) Dahl; 17 марта 1751 — 25 мая 1789) — шведский ботаник, студент Карла Линнея. В его честь назван род Dahlia (Георгина).

## Биография
С раннего возраста Даль был заинтересован изучением ботаники. Андерс Тидстрём, ученик ботаника и таксономиста Карла Линнея, встретил девятилетнего Даля во время своего второго путешествия по Вестергётланду в 1760 году. В своём путевом дневнике он упоминает заинтересованность молодого Андерса в ботанике и его коллекцию растений, полученную от его дяди Андерса Сильвиуса, химика из города Скара.
В 1761 году Даль начал учёбу в школе в г. Скара, найдя там несколько одноклассников, разделявших его интерес к естественным наукам. 13 декабря 1769 года они вместе с приходским священником и натуралистом основали «Шведское Топографическое общество в Скара». Члены этого общества делали сообщения о жизни растений и животных, географию, топографию, исторические памятники и экономическую жизнь, в основном в области Вестергётланд. За это время Даль написал несколько эссе по этим предметам; большинство из них до сих пор не опубликовано.
На 3 апреля 1770 году Даль поступил в Уппсальский университет, где он стал одним из студентов Карла Линнея. После смерти отца в 1771 году, в семье Даля ухудшилось финансовое положение, и ему пришлось уйти из университета, преждевременно завершив обучение. 1 мая 1776 года он прошёл предварительный экзамен на степень кандидата медицинских наук, являющуюся эквивалентом степени бакалавра.
По рекомендации Линнея, Даль получил должность куратора в частном Музее естествознания и ботанического сада (владелец Клас Альстрёмер, ученик Линнея) в Гётеборге. Даль провёл несколько поездок по Швеции и за рубежом, где он собрал образцы как для Альстрёмера, так и для себя. В течение этого времени Альстрёмер получил несколько образцов растений от самого Линнея, и Даль смог посмотреть коллекцию Линнея, которая теперь находится в коллекциях Шведского музея естественной истории в Стокгольме.
В 1786 году Даль получил почётную степень доктора медицины в городе Киль, Германия, а в следующем году он стал доцентом в Королевской академии Або в Або (ныне Хельсинкский университет), где преподавал медицину и ботанику. Он привёз свой личный гербарий в Або, который позже был уничтожен из-за пожара 1827 года. Часть коллекций Даля сохранились в гербарии «SAHLBERG» Ботанического музея Хельсинкского университета, и в гербарии «Giseke» в Королевском ботаническом саду в Эдинбурге.
Даль умер в 1789 году в Або в возрасте 38 лет.

## Эпонимияназваниягеоргины(лат.«Dáhlia»)

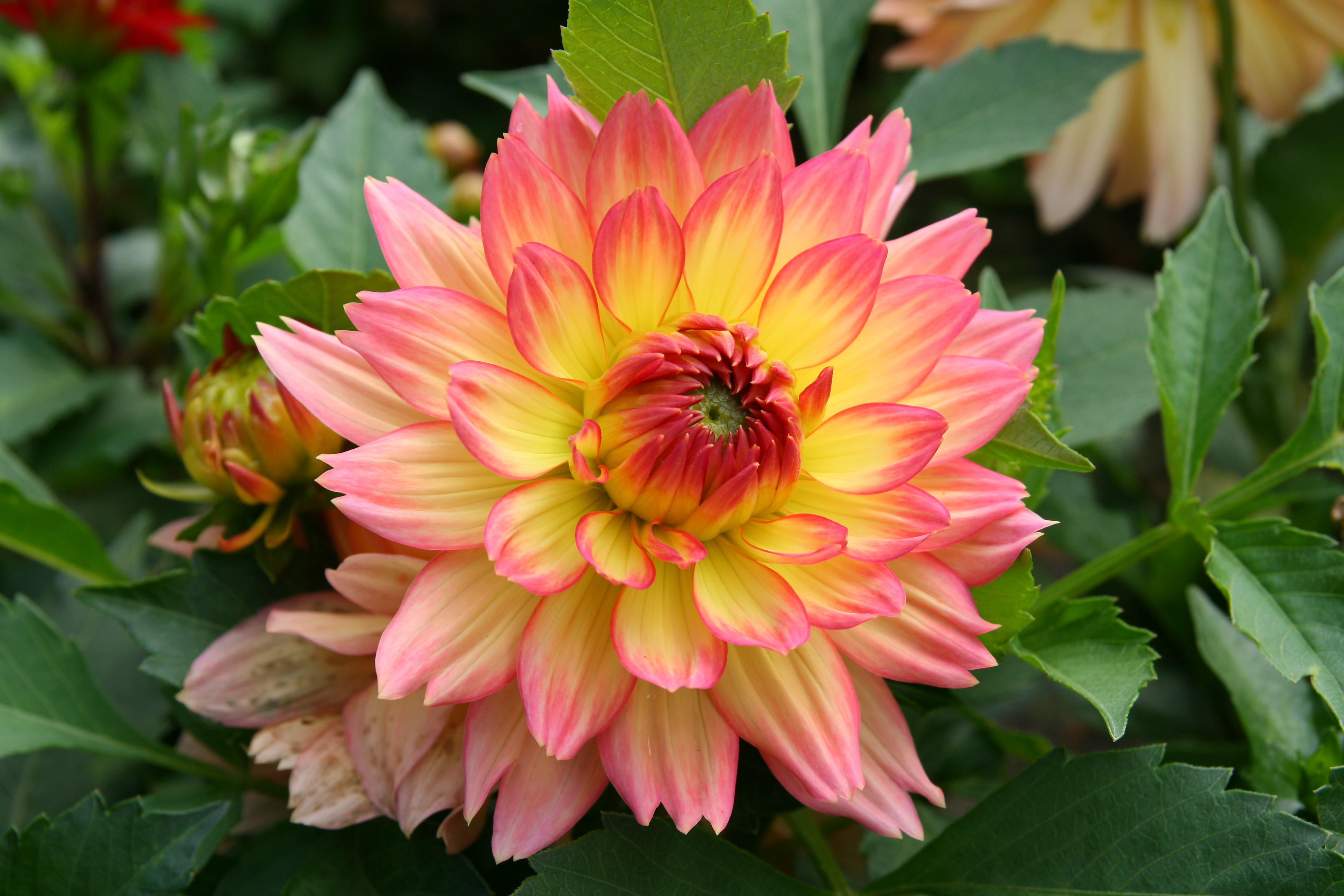
Далия — растение, названное в честь Андерса Даля

Латинское название георгины (Dáhlia), которое дано в честь Даля, уже давно вызывает разногласия. Многие источники утверждают, что имя было присвоено Линнеем. Однако Линней умер в 1778 году, более чем за одиннадцать лет до того, как растение появилось в Европе, так что он не мог таким образом почтить своего бывшего студента. Наиболее вероятно, что первая попытка научно определить род была сделана Антонио Хосе Каваниллесом, директором Королевских садов Мадрида, который получил первые образцы георгин из Мексики в 1789 году, через два года после смерти Даля.
Фактически Даль был трижды удостоен таким образом; в 1780-е годы Карл Петер Тунберг, друг Даля из Уппсалы, назвал один из видов растений семейства Hamamelidaceae в его честь. Название Dahlia crinita, вероятно, намекает на большую бороду Даля, так как слово crinita в переводе с латинского — «волосатый». Тунберг опубликовал это название в 1792 году. Растение в настоящее время классифицируется как Trichocladus crinitus (Thunb.) Pers.. Также в 1994 году в его честь был назван монотипный род растений Dahliaphyllum, включающий единственный вид — Dahliaphyllum almedae, который распространён на юго-западе Мексики.

## Публикации
- «Observationes botanicae circa systema vegetabilium divi a Linne Gottingae 1784 editum, quibus accedit justae in manes Linneanos pietatis specimen». 1787
- «Horologium Florae». In: «Ny Journal uti Hushållningen». 1790